# Portanus ocellatus
Portanus ocellatus är en insektsart som beskrevs av Carvalho och Rodney Ramiro Cavichioli 2003. Portanus ocellatus ingår i släktet Portanus och familjen dvärgstritar. Inga underarter finns listade i Catalogue of Life.